# Чемпіонат націй КОНКАКАФ 1973 (кваліфікація)
Відбірковий турнір чемпіонату націй КОНКАКАФ 1973 року був зіграний в один етап, він також був першим етапом відбіркового турніру чемпіонату світу з футболу 1974. 14 країн були розділені на 6 груп по 2 або 3 команди (чотири групи по 2 команди і дві групи по 3 команди). Команди грали кожна з кожною вдома і в гостях. Переможці груп отримували право взяти участь у фінальному турнірі чемпіонату націй.

## Результати

### Група 1
| Місце | Команда | О | М | В | Н | П | ГЗ | ГП | РГ |
| ----- | ------- | - | - | - | - | - | -- | -- | -- |
| 1     | Мексика | 8 | 4 | 4 | 0 | 0 | 8  | 3  | +5 |
| 2     | Канада  | 3 | 4 | 1 | 1 | 2 | 6  | 7  | −1 |
| 3     | США     | 1 | 4 | 0 | 1 | 3 | 6  | 10 | –4 |

| 20 серпня 1972 |

| Канада                             | 3 – 2 | США                   |
| ---------------------------------- | ----- | --------------------- |
| Парсонс 5' Твамлі 41' Йохансон 83' |       | Рой 65' Гелзінгер 88' |

| Сент-Джонс, Канада Арбітр: Парсонс (Бермуди) |

| 24 серпня 1972 |

| Канада | 0 – 1 | Мексика      |
| ------ | ----- | ------------ |
|        |       | Борболья 61' |

| Торонто, Канада Арбітр: Чаплін (Ямайка) |

| 29 серпня 1972 |

| США                | 2 – 2 | Канада              |
| ------------------ | ----- | ------------------- |
| Рой 14' Геймер 25' |       | Макай 9' Дуглас 81' |

| Балтімор, США Арбітр: Енрікес (Сальвадор) |

| 3 вересня 1972 |

| Мексика                | 3 – 1 | США |
| ---------------------- | ----- | --- |
| Борха Бустос Вікторіно |       | Рой |

| Мехіко, Мексика Арбітр: Де Гурвіль (Тринідад і Тобаго) |

| 6 вересня 1972 |

| Мексика                  | 2 – 1 | Канада       |
| ------------------------ | ----- | ------------ |
| Вікторіно 21' Бустос 46' |       | Робінсон 40' |

| Мехіко, Мексика Арбітр: Кутсір (Нідерландські Антильські острови) |

| 10 вересня 1972 |

| США       | 1 – 2 | Мексика                    |
| --------- | ----- | -------------------------- |
| Геймер 8' |       | Себальйос 11' Борболья 55' |

| Лос-Анджелес, США Арбітр: Сото Паріс (Коста-Рика) |

 Мексика кваліфікувалась у фінальну стадію.

### Група 2
| Місце | Команда   | О | М | В | Н | П | ГЗ | ГП | РГ |
| ----- | --------- | - | - | - | - | - | -- | -- | -- |
| 1     | Гватемала | 4 | 2 | 2 | 0 | 0 | 2  | 0  | +2 |
| 2     | Сальвадор | 0 | 2 | 0 | 0 | 2 | 0  | 2  | −2 |

| 3 грудня 1972 |

| Гватемала | 1 – 0 | Сальвадор |
| --------- | ----- | --------- |
|           |       |           |

| Гватемала, Гватемала Арбітр: Пажотт (Гаїті) |

| 10 грудня 1972 |

| Сальвадор | 0 – 1 | Гватемала |
| --------- | ----- | --------- |
|           |       |           |

| Сан-Сальвадор, Сальвадор Арбітр: Кібрітпан (США) |

 Гватемала кваліфікувалась на турнір.

### Група 3
| Місце | Команда    | О | М | В | Н | П | ГЗ | ГП | РГ |
| ----- | ---------- | - | - | - | - | - | -- | -- | -- |
| 1     | Гондурас   | 3 | 2 | 1 | 1 | 0 | 5  | 4  | +1 |
| 2     | Коста-Рика | 1 | 2 | 0 | 1 | 1 | 4  | 5  | −1 |

| 3 грудня 1972 |

| Гондурас | 2 – 1 | Коста-Рика |
| -------- | ----- | ---------- |
|          |       |            |

| Тегусігальпа, Гондурас Арбітр: Арчундія (Мексика) |

| 10 грудня 1972 |

| Коста-Рика  | 3 – 3 | Гондурас |
| ----------- | ----- | -------- |
| Елісондо 8' |       |          |

| Сан-Хосе, Коста-Рика Арбітр: Рамірес (Пуерто-Рико) |

 Гондурас кваліфікувався на турнір.

### Група 4
Ямайка відмовилась і  Нідерландські Антильські острови пройшли автоматично.

### Група 5
| Місце | Команда     | О | М | В | Н | П | ГЗ | ГП | РГ  |
| ----- | ----------- | - | - | - | - | - | -- | -- | --- |
| 1     | Гаїті       | 4 | 2 | 2 | 0 | 0 | 12 | 0  | +12 |
| 2     | Пуерто-Рико | 0 | 2 | 0 | 0 | 2 | 0  | 12 | −12 |

| 15 квітня 1972 |

| Гаїті                              | 7 – 0 | Пуерто-Рико |
| ---------------------------------- | ----- | ----------- |
| Санон Бартелемі Дезір Франсуа Ворб |       |             |

| Порт-о-Пренс, Гаїті Арбітр: Арчундія (Мексика) |

| 23 квітня 1972 |

| Пуерто-Рико | 0 – 5 | Гаїті              |
| ----------- | ----- | ------------------ |
|             |       | Санон Байонн Дезір |

| Сан-Хуан, Пуерто-Рико Арбітр: Канесса (Гватемала) |

 Гаїті  кваліфікувались на турнір.

### Група 6
| Місце | Команда           | О | М | В | Н | П | ГЗ | ГП | РГ  |
| ----- | ----------------- | - | - | - | - | - | -- | -- | --- |
| 1     | Тринідад і Тобаго | 7 | 4 | 3 | 1 | 0 | 16 | 4  | +12 |
| 2     | Суринам           | 5 | 4 | 2 | 1 | 1 | 11 | 4  | +7  |
| 3     | Антигуа і Барбуда | 0 | 4 | 0 | 0 | 4 | 3  | 22 | −19 |

| 10 листопада 1972 |

| Тринідад і Тобаго                    | 11 – 1 | Антигуа і Барбуда |
| ------------------------------------ | ------ | ----------------- |
| Девід Ллевелін Брюстер Робертс Спанн |        |                   |

| Порт-оф-Спейн, Тринідад і Тобаго Арбітр: Альварес Альфаро (Нікарагуа) |

| 19 листопада 1972 |

| Антигуа і Барбуда | 1 – 2 | Тринідад і Тобаго |
| ----------------- | ----- | ----------------- |
|                   |       | Девід Ллевелін    |

| Сент-Джонс, Антигуа і Барбуда Арбітр: Ортіс Перес (Гондурас) |

| 28 листопада 1972 |

| Тринідад і Тобаго | 2 – 1 | Суринам |
| ----------------- | ----- | ------- |
| Брюстер Девід     |       | Шал     |

| Порт-оф-Спейн, Тринідад і Тобаго Арбітр: Ландауер (США) |

| 30 листопада 1972 |

| Тринідад і Тобаго | 1 – 1 | Суринам |
| ----------------- | ----- | ------- |
| Девід             |       |         |

| Сан-Фернандо, Тринідад і Тобаго Арбітр: Ландауер (США) |

| 3 грудня 1972 |

| Антигуа і Барбуда | 0 – 6 | Суринам |
| ----------------- | ----- | ------- |
|                   |       |         |

| Сент-Джонс, Антигуа і Барбуда Арбітр: Амаріка (Канада) |

| 5 грудня 1972 |

| Антигуа і Барбуда | 1 – 3 | Суринам |
| ----------------- | ----- | ------- |
|                   |       |         |

| Сент-Джонс, Антигуа і Барбуда Арбітр: Амаріка (Канада) |

 Тринідад і Тобаго кваліфікувався у фінальний турнір.